# Ӝ
Ӝ, ӝ (Ж с умлаутом) — буква расширенной кириллицы. Используется в удмуртском языке, где является 9-й буквой алфавита и обозначает специфический альвеолярный удмуртский звук — аффрикату [d͡ʒ], состоящую из произносимых слитно согласных «д» и «ж».

## Орфография
После аффрикаты ӝ пишутся  гласные о, у, а, и и ы, например «ӝыт» — вечер, вечером, вечерний.

## История
Буква введена с принятием в 1897 году казанскими издателями компромиссной графической системы удмуртского языка, основанной на модернизированном русском алфавите с использованием добавочных глифов с диакритиками, частично заимствованных из письма Ильминского, частично придуманных по его образцу и используется в современном удмуртском письме.